# Micropipette
Cet article court présente un sujet plus développé dans : Pipette Pasteur et Pipette à piston.
Une micropipette est une pipette adaptée aux prélèvements de faibles volumes de liquide. Bien que le terme puisse s'appliquer à la pipette Pasteur, l'usage tend à réserver ce nom à la pipette à piston, qui permet de prélever un volume très précis (jusqu'à moins d'un microlitre d'incertitude). 

## Images

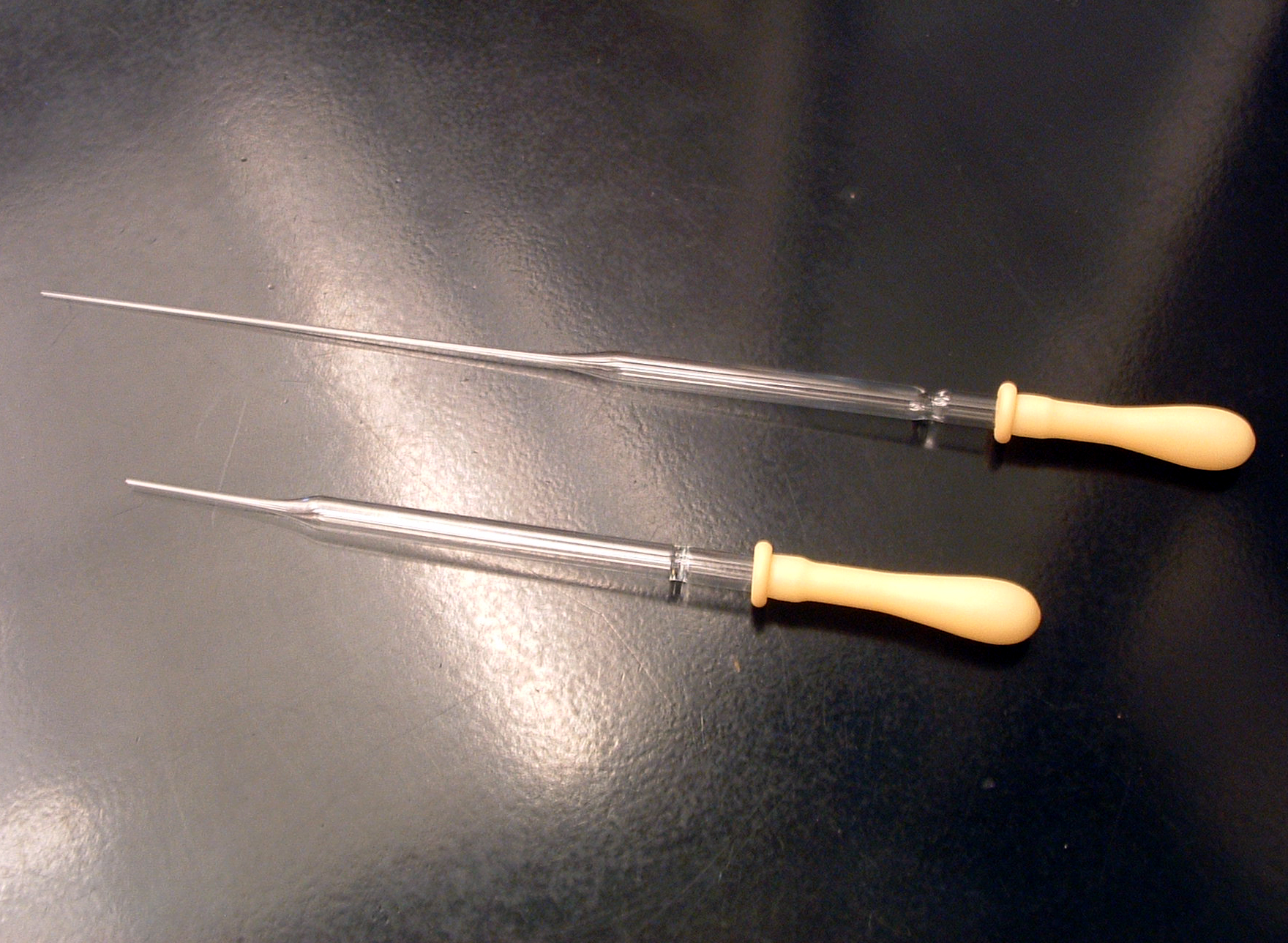
Deux pipettes Pasteur en verre, avec leur embout.
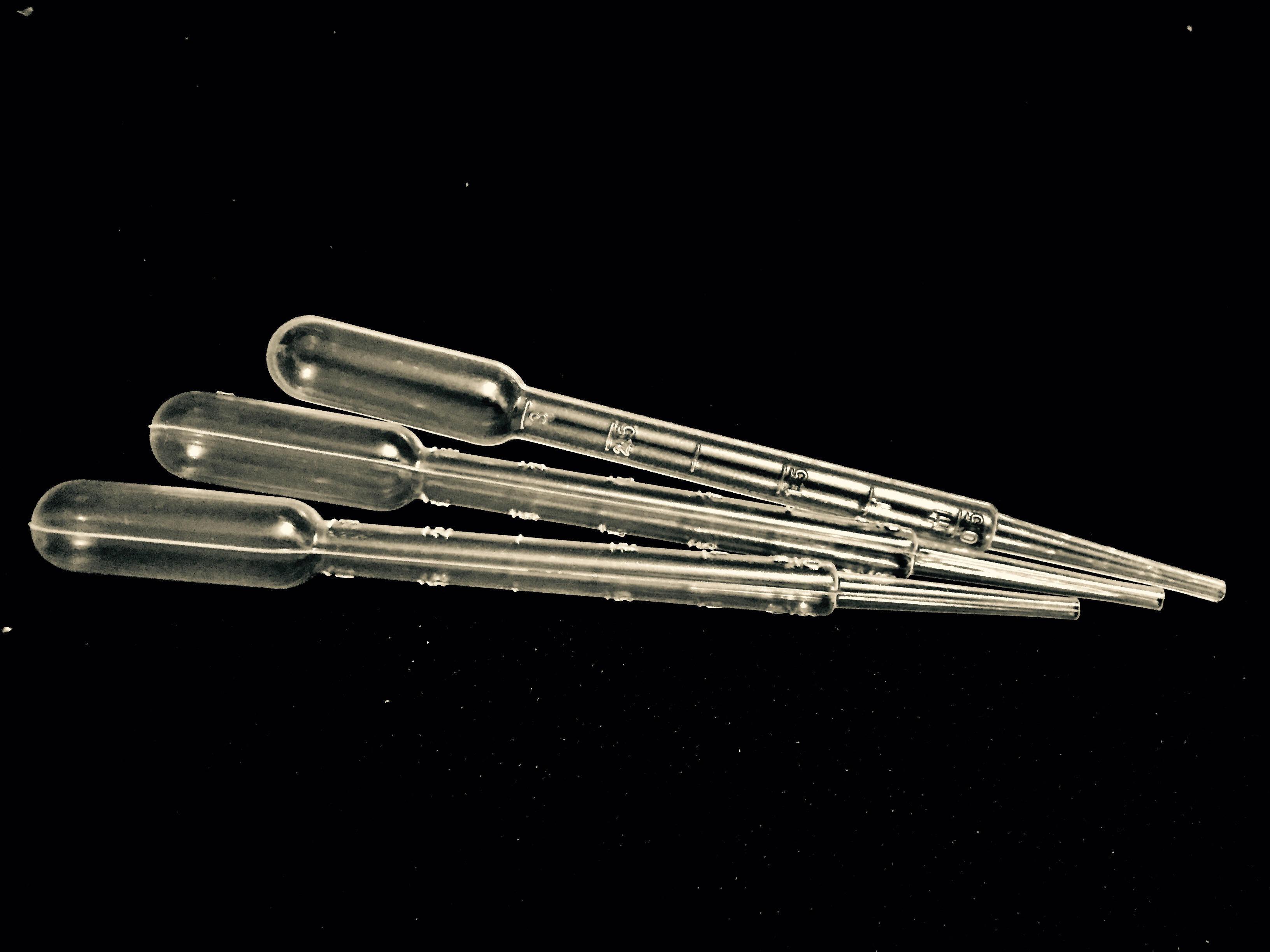
Micropipettes en plastique à usage unique.
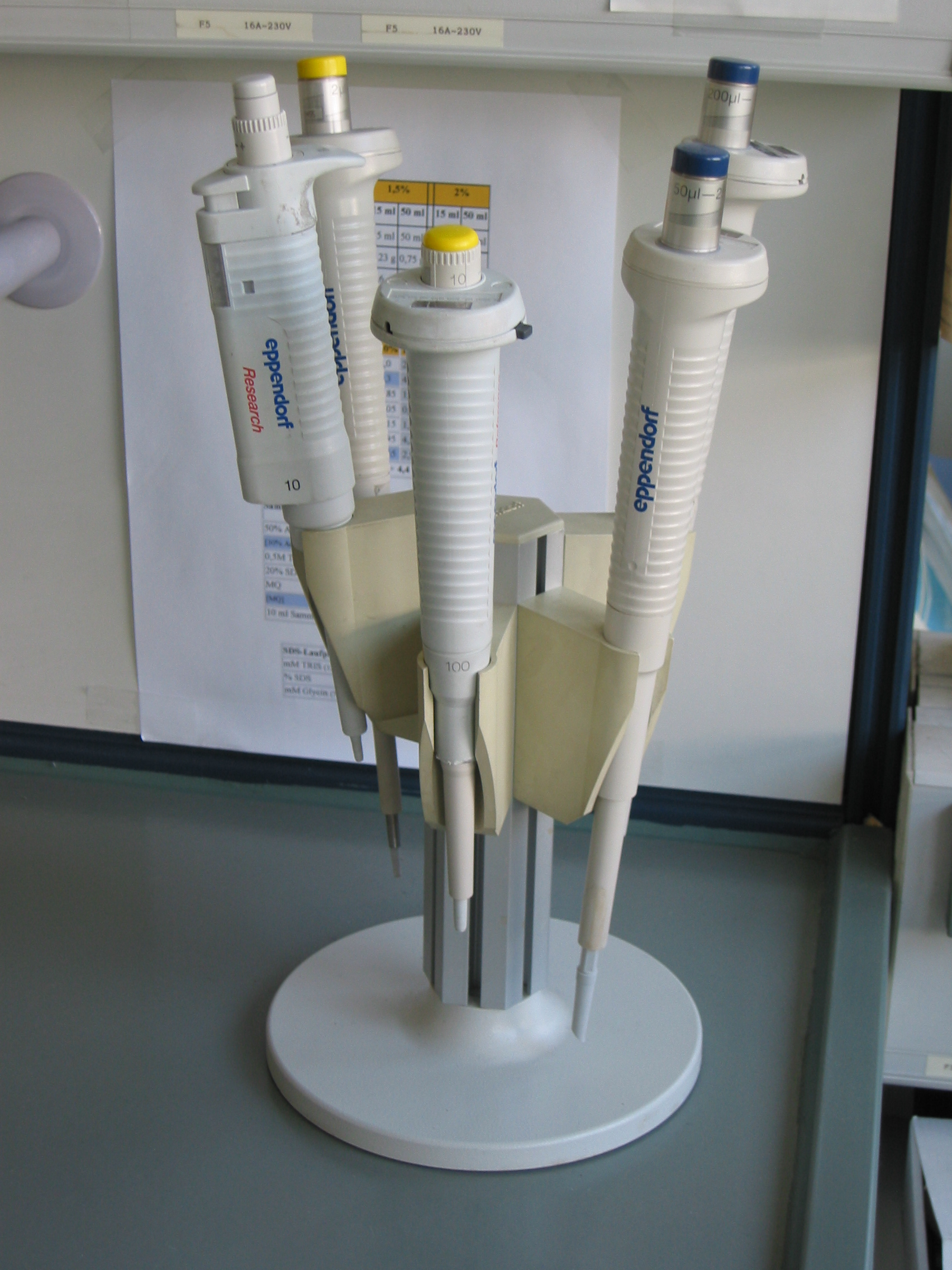
Un jeu de pipettes à piston sur leur portoir.
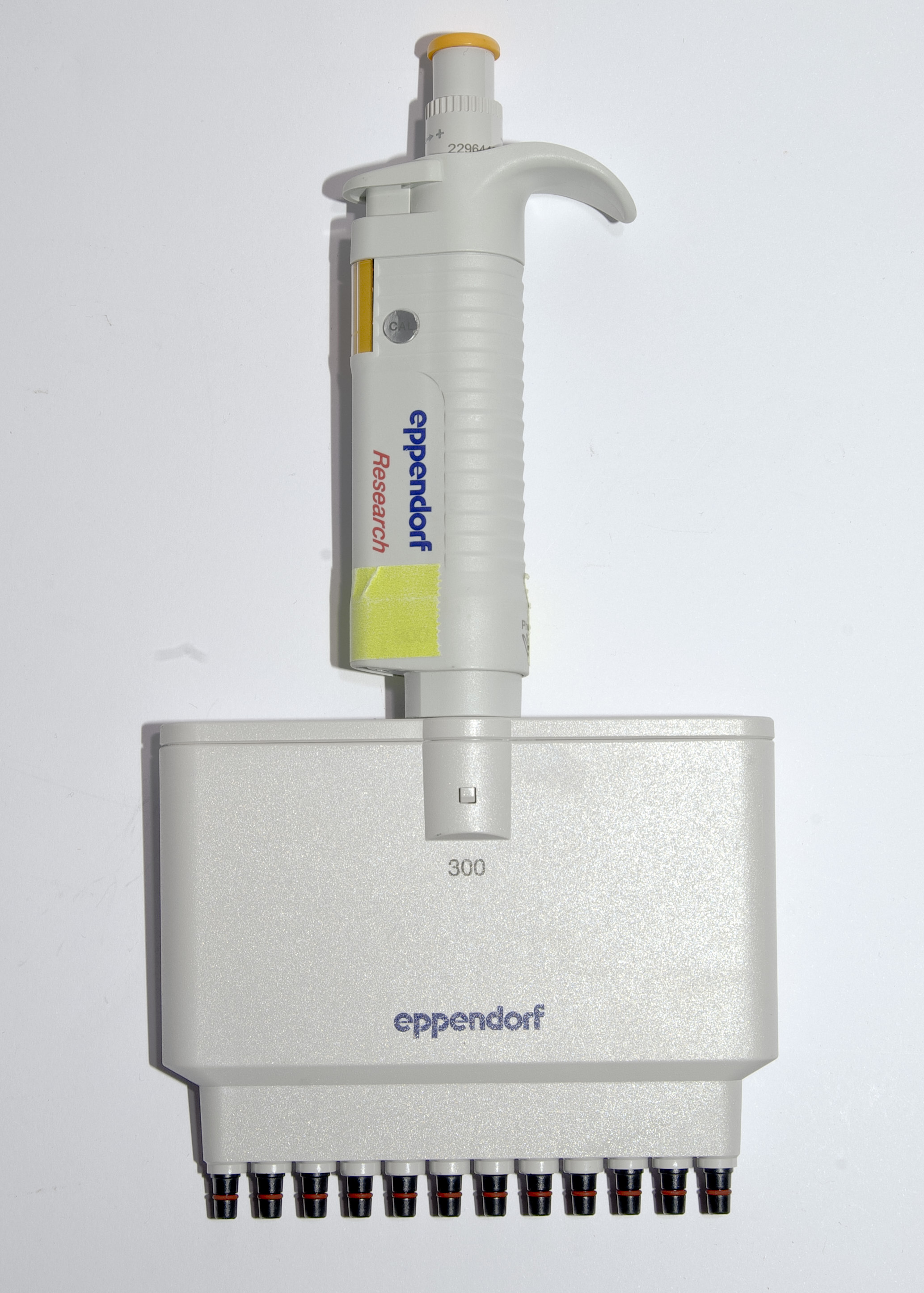
Une micropipette multi-canal, permettant de réaliser 12 transferts en une fois.